# Аппарат прикомандированных сотрудников ФСБ
Аппарат прикомандированных сотрудников ФСБ (АПС ФСБ) ранее, офицеры действующего резерва КГБ (ОДР КГБ) — сотрудники ФСБ, прикомандированные по контракту к структурам государственного управления и предприятиям различного уровня секретности с целью осуществления оперативно-розыскной деятельности в интересах спецслужбы, контроля специального оборудования, выполнения особых поручений и надзора за материалами, содержащими государственную тайну. 
Эти сотрудники ФСБ трудятся по совместительству членами разнообразных комитетов, наблюдательных советов, работают в ректорате, директорате, либо могут занимать должности заместителей руководителя организации, юрисконсультов, советников генерального директора, быть директорами или заместителями директора по безопасности, руководителями или начальниками «первых отделов». С 2021 года в управления собственной безопасности (УСБ) российской полиции внедрят официально прикомандированных сотрудников ФСБ. 

## Обоснование
В 2018 году Президент Владимир Путин подписал указ о сотрудниках внешней разведки Российской Федерации, не входящих в кадровый состав, что было воспринято, как попытка отрегулировать ситуацию с «офицерами действующего резерва» (аппарат прикомандированных сотрудников). Для сохранения секретности в общении со СМИ сотрудниками АПС ФСБ широко применяется Федеральный закон от 12 августа 1995 года № 144 — ФЗ «Об оперативно-розыскной деятельности», причем, некоторые инструкции к организации работы по допуску к государственной тайне не имеют статуса секретности.
В 1990-е годы закон «Об органах Федеральной службы безопасности» разрешил действующим сотрудникам ФСБ быть прикомандированными к предприятиям независимо от формы собственности с согласия их руководителей, которые, по замечанию Леонида Млечина, «только формально подчинялись руководителю ведомства», этих прикомандированных агентов ФСБ устраивали «юридическими консультантами», а их коммерческая деятельность с возможностью использования технических ресурсов КГБ и МВД стала легальной с принятием Закона «О частной детективной и охранной деятельности» от 11 марта 1992 года и специального постановления правительства от 14 августа 1992 года, об этом, в 2011 году, писал в журнале «Огонек» социолог Вадим Волков.
По сообщению Александра Шевякина, автора книги «Система безопасности СССР», юридическими основаниями службы в советском действующем резерве были: Постановление СМ СССР № 134-75с от 21 января 1955 г. «О военнослужащих, работающих в гражданских министерствах и ведомствах»; Распоряжение СМ СССР № 1911 -1018с от 24 октября 1955 г. «О переводе в запас из кадров Комитета государственной безопасности при Совете Министров СССР офицеров, работающих в других министерствах и ведомствах». Решением Коллегии КГБ «О состоянии и мерах по дальнейшему улучшению работы офицеров действующего резерва контрразведывательных подразделений центрального аппарата КГБ СССР и органов КГБ на местах».

## История
По утверждению Фельштинского, должности «офицеров действующего резерва», как и само понятие, появились во времена руководства КГБ Андропова, причем, назначение подобного сотрудника сопровождалось сложной бюрократической системой согласования, в цепочке участвовало даже Политбюро ЦК КПСС, но главным было то, сообщает историк в написанной в соавторстве с Прибыловским книге, что прикомандированные сотрудники разведки были введены повсеместно:

Формально уходивший в отставку офицер ФСБ, на самом деле переводимый из КГБ-ФСБ на гражданскую работу, оставался на этой работе негласным сотрудником КГБ-ФСБ, агентом государственной безопасности. Это было поистине революционное нововведение, готовившее тылы на случай непредвиденного развития событий в стране. Именно тогда появилось понимание, что бывших сотрудников спецслужб не бывает. Они, действительно, не становились бывшими. Они были офицерами действующего резерва КГБ-ФСБ - шпионами КГБ-ФСБ на гражданском или военном объекте.— Юрий Фельштинский и Владимир Прибыловский, книга «Корпорация. Россия и КГБ во времена президента Путина», 2010.
Под разными наименованиями, аппарат прикомандированных сотрудников (АПС), как говорилось выше, существовал ещё с советских времен, причём, сотрудники «первого отдела», как их иногда называли, были везде, даже в театральных институтах. 
В работах исследователей данной темы Аппарат прикомандированных сотрудников рекомендуется рассматривать не в качестве отдельного подразделения ФСБ, а в качестве общего названия для всех прикомандированных сотрудников. 
По утверждению «Новой газеты», в МГУ до сих пор существует так называемые «прикомандированные» сотрудники ФСБ, часто такой сотрудник спецслужбы занимает должность помощника ректора. 
Попытки же министерства обороны РФ создать аналогичный аппарат прикомандированных сотрудников из числа офицеров запаса ни к чему не привели. 
Деятельность Офицерского составом действующего резерва (ОДР) КГБ  мало освещена в открытых источниках, что зачастую порождает нездоровые спекуляции. 
Тем не менее есть возможность на основе мемуарных свидетельств, опубликованных документов и анализа биографий известных сотрудников КГБ обобщить имеющиеся данные.  
24 октября 1955 г. было принято Решение Президиума ЦК КПСС № П165/XXI-оп от «Об офицерах органов КГБ, работающих в других организациях, министерствах и ведомствах». 
ОДР занимались обеспечением режима, охраны секретности, выполнения разведывательных (подготовка оперативных сотрудников к выезду в долгосрочные загранкомандировки под прикрытие ведомств и дальнейшая работа за границей, проведение активных мероприятий  и др.) и контрразведывательных задач с позиций гражданских ведомств и учреждений. Также в действующем резерве числились сотрудники КГБ, направляемые на работу в профильные партийные органы: парткомы КГБ и его подразделений, сектор органов госбезопасности отдела административных органов ЦК КПСС и др. После начала Перестройки ОДР направлялись также в формирующиеся коммерческие структуры.  
По-видимому, в период между 1958 г. и 1972 г. были выделены в разные категории офицеры действующих резервов КГБ и ПГУ КГБ. Как следует из названия, на ОДР КГБ возлагалось ведение контрразведывательной работы и охрана режима в ведомствах, а на ОДР ПГУ – решение разведывательных задач. 
C 1972 г. деятельность ОДР КГБ регламентировалась «Положением об офицерском составе Комитета госбезопасности при Совете Министров СССР, направляемом в министерства, ведомства, учреждения, учебные заведения, организации и на предприятия для контрразведывательной работы, обеспечения режима и охраны секретности и зачисляемом в действующий резерв КГБ при СМ СССР». Приказом КГБ №0360 от 1978 г. в него были внесены изменения. В 1981 г. было объявлено решение Коллегии КГБ «О состоянии и мерах по дальнейшему улучшению работы офицеров действующего резерва контрразведывательных подразделений центрального аппарата КГБ СССР и органов КГБ на местах», во исполнение которого в 1982 г. было утверждено новое «Положение об офицерах действующего резерва КГБ СССР, работающих по линии контрразведывательных подразделений под прикрытием министерств, госкомитетов и ведомств СССР».
В ведомствах (учреждениях, предприятиях) открыто действовали режимные подразделения. В начале 1966 г. приказом КГБ в целях конспирации они получили цифровые обозначения – как правило, они значились под 1-м номером (исключением являлась система Министерства среднего машиностроения, где действовали 2-е Управление (затем Главное управление) и 2-е отделы). Помимо них, ОДР КГБ, направляемые с разведывательными и контрразведывательными задачами, образовывали в ведомствах глубоко законспирированные структуры – разведгруппы и разведотделы (ПГУ) и службы безопасности (контрразведывательные подразделения). Разведотделы могли действовать как в одном ведомстве, так и объединять несколько ведомств близкого профиля. К 1970 г. началось назначение высокопоставленных сотрудников КГБ на руководящие должности в центральных аппаратах общесоюзных ведомств – заместителей министра или советников председателя госкомитета по вопросам режима и безопасности.
Направление сотрудников КГБ в действующий резерв производится заинтересованными подразделениями КГБ по согласованию с руководителями соответствующих министерств или ведомств на должности, подлежащие замещению офицерским составом КГБ. Перечни должностей устанавливались решениями СМ СССР. О принадлежность сотрудника под прикрытием к КГБ во всех случаях должны были информироваться руководители ведомства и, как правило, секретари парткомов и руководители кадровых аппаратов, а при необходимости – и начальники подразделений (отделов, управлений) ведомств, в которых непосредственно работают офицеры.
В советское время «офицеры действующего резерва» стали хорошо отработанным и влиятельным инструментом не только для контрразведки, но и для распространения влияния КГБ за пределы традиционных границ их особого ремесла внутри целевых организаций. Вероятно, практика назначения «офицеров действующего резерва» в учреждения была характерна только для стран соцлагеря, Грузия отказалась от них только в 2015 году по политическим соображениям, причем, отметив их полезность для дела госбезопасности страны.

## Примеры
Журнал «Форбс», ссылаясь на издание Андрея Солдатова и Ирины Бороган, вспоминал, что назначение в 2002 году представителя ФСБ генерала Александра Здановича заместителем генерального директора ВГТРК является одним из удивительных примеров этого явления, «бывших чекистов не бывает», сказал Зданович журналистам, одновременно с вопросами безопасности Зданович цензурировал содержание новостных программ во время выборов или терактов. Известно, чекисты пытаются установить авторов независимых каналов в месседжерах при помощи прикомандированных сотрудников в крупных мобильных операторах. На таинственную роль этих людей указал бывший глава Серпуховского района Шестун:

Почти никто не знает в России, что в ФСБ есть такая форма работы, как прикомандированные сотрудники, внедренные в организации, органы государственной власти, коммерческие структуры — это так называемые ПС. Вы удивлены? Это 100 % правда. Суровая действительность современной России. Прикомандированные сотрудники есть во всех крупных структурах, это носит тотальный, а не единичный характер.— Александр Шестун, 2018.
В том же 2018 году выяснилось, что к МГУ прикреплен «куратор из спецслужб», который имеет собственный кабинет, а на предприятиях космической отрасли не скрывают, что их «1-е отделы», по сути, являются представительствами ФСБ на территории «Роскосмоса». 
Ранее «Российской газетой», сообщалось, что, в связи с распространившейся в Крыму коррупцией, некий полковник ФСБ Забатурин направлен на полуостров в рамках аппарата прикомандированных сотрудников, он занял пост заместителя председателя одного из правительственных комитетов, это же издание сообщило, что «Счетная палата РФ имеет спецподразделение с прикомандированными сотрудниками ФСБ». 
Руководитель аппарата Совета Федерации Сергей Мартынов является прикомандированным сотрудником от ФСБ, причем, по сообщению «Известий», предыдущий глава аппарата Совета Федерации Владимир Свинарев тоже «был прикомандирован оттуда». 
Известен конфликт прикомандированного в ФТС сотрудника СЭБ ФСБ Игоря Завражного с главой ФТС Андреем Бельяниновым, длился он с переменным успехом, но кончился тем, что кресла ряда топ-менеджеров ФТС заняли, по данным «Новой газеты», «действующие офицеры Лубянки на основании закрытого межведомственного приказа ФСБ и ФТС о назначении прикомандированных сотрудников ФСБ категории „Б“ (с обязанностью ведения в ведомстве оперативно-разыскных мероприятий)». 
Встречаются и противоположные примеры, так прикомандированный от ФСБ в «Роснефть» генерал Феоктистов имел прекрасные отношения с главой «Роснефти» Игорем Сечиным. Там же, в установленном порядке, могут проходить службу прикомандированные сотрудники органов внутренних дел, которые, фактически, дублируют бывших разведчиков, к примеру, предшественника генерала ФСБ Олега Феоктистова на посту главы службы безопасности «Роснефти», генерал-лейтенанта МВД Василия Юрченко, сначала понизили, освободив место генералу ФСБ, а потом вообще не восстановили на прежнем месте работы, его сменил прикомандированный от прокуратуры сотрудник.
Некоторые источники считали, что, с 2010-х годов, аппарат прикомандированных сотрудников ФСБ стал себя изживать, иные утверждали, что «поразительное интервью директора ФСБ Александра Бортникова к столетию ВЧК с тёплыми словами в адрес Лаврентия Берия», напротив, указывает на усиление роли кураторов от ФСБ, в этом отношении любопытно, что руководитель одного из ключевых подразделений ФСБ России, Службы экономической безопасности, Сергей Королёв с 2019 года был назначен членом наблюдательного совета «Курчатовского института». «Институт прикомандированных сотрудников ещё никто не отменял», — пояснили в ФСБ. Встречаются случаи выявления лжесотрудников аппарата прикомандированных к ФСБ, профессиональных шпионов и диверсантов.
Одно время служивший в налоговой полиции генерал ФСБ Александр Купряжкин возглавил Управление собственной безопасности ФСБ
Бывают иные ситуации, так прикомандированный на предприятие Гудкова сотрудник ФСБ предпочел работать на его бизнес, в ущерб ФСБ, аналогичная история, по утверждению жены покойного Литвиненко, случилась и с ее мужем, — после покушения на бизнесмена, «Саша был просто «прикреплен» к Березовскому от ФСБ, это была его работа». В целом, Березовский подтверждал эту версию знакомства с офицером ФСБ Литвиненко: «Он пришел ко мне в офис, так как ему было поручено изучить деятельность моей компании», — вспоминал олигарх, причем, сам Литвиненко именно так и вспоминал о первом знакомстве с олигархом
Сотрудники аппарата прикомандированных сотрудников (АПС) есть в каждом российском банке, они подчинены начальнику банковского отдела Лубянки. Например, в Сбербанке сидит в виде АПС генерал-полковник ФСБ, но и он выстроен под номенклатуру начальника банковского отдела – полковника. Пример - история с арестованным полковником ФСБ Кириллом Черкалиным, бывшим начальником банковского отдела управления «К» ФСБ России.

## Критика
Млечин, в своем историческом экскурсе, указывал на опасные случаи фальсификаций преступлений в связи с отсутствием реальных правонарушений на предприятиях, что соответствует мнению Бороган и Солдатова, которые, в свою очередь, отметили, что ФСБ никогда не опровергало информацию о существовании штата прикомандированных сотрудников, в том числе во ФСИН

Офицеры действующего резерва оказались сидящими на двух стульях. ФСБ рассчитывала, что агент, направленный на работу в другую компанию, сохранит лояльность своей спецслужбе. Однако в годы бурного развития российского капитализма многие из офицеров активного резерва стали относиться значительно лояльнее к своим процветающим компаниям, нежели к органам. В некоторых случаях они воспринимали компанию как босса, а удостоверение ФСБ в кармане — лишь как залог доступа к ценной информации и нужным людям внутри спецслужбы.— Бороган Ирина и Солдатов Андрей, книга «Новое дворянство: Очерки истории ФСБ», 2011.
Оценки деятельности аппарата прикомандированных сотрудников ФСБ разнятся от «бездельников» до «профессионалов», одно время «Российская газета» даже не считала значимым переименование офицеров действующего резерва ФСБ в АПС ФСБ. Дмитрий Муратов, издатель и председатель редакционного совета «Новой газеты», с тревогой отметил, что немалое количество официально прикрепленных к сомнительным банкам сотрудников ФСБ оказались, фактически, бесполезны и даже вредны, поскольку некоторые из них бывали встроенными в коррупционные цепочки, как, например, произошло с начальником банковского отдела Лубянки Черкалиным, которому были подчинены все прикомандированные сотрудники ФСБ в банках. Историк Никита Петров говорил: «Сейчас прикомандированные от ФСБ везде — в учреждениях, в банках, в частных компаниях, которые приняли эти правила игры».
Иногда критикуют методы АПС ФСБ, но работники аппарата прикомандированных сотрудников ФСБ являются действующими агентами спецслужб, соответственно, они уполномочены использовать соответствующие методы дознания и вести оперативно-розыскную деятельность на вверенном им объекте. К примеру, известен случай возбуждения уголовного дела для шантажа студента МГУ, по незначительному поводу вступившего в конфронтацию с прикомандированным к университету сотрудником ФСБ. После вмешательства ректора МГУ Садовничего и ряда статей в либеральной прессе, дело «о вандализме» было прекращено по требованию прокуратуры — студент наклеил листок с бытовой протестной надписью про «Чемпионат мира по футболу 2018» на информационную тумбу. Похожая история с отчислением из МГАХУ памяти 1905 года студента отделения промышленной графики произошла в 2003 году.

## В искусстве
В творчестве существует множество вариаций на тему государственного всевидящего ока, функции которого на предприятиях, по сути, выполняют прикомандированные сотрудники ФСБ, например, Большой Брат в литературе, G-Man в играх.